# Eulimnichus obscurus
Eulimnichus obscurus är en skalbaggsart som först beskrevs av Leconte 1854.  Eulimnichus obscurus ingår i släktet Eulimnichus och familjen lerstrandbaggar. Inga underarter finns listade i Catalogue of Life.